# Jaime Pastor
Jaime Pastor Verdú (Valencia, 1946) es un intelectual y político español. Profesor de Ciencias políticas de la UNED, su pensamiento hunde sus raíces en el marxismo. Fue miembro de la Coordinadora Confederal de Izquierda Anticapitalista-Revolta Global de 2009 a 2014.

## Biografía
Inició sus estudios de ciencias políticas en la Universidad Complutense de Madrid. Allí ingresó en la Federación Universitaria Democrática Española (FUDE), y posteriormente es elegido durante el curso 1967-1968  delegado de la Facultad de Ciencias Políticas y Económicas del SDEUM (Sindicato Democrático de Estudiantes de la Universidad de Madrid]], constituido en abril de 1967. En 1966 comienza a militar en el Frente de Liberación Popular (FLP). En 1969 se ve obligado a exiliarse en Francia, tras una orden de busca y captura contra él y otros dirigentes estudiantiles emitida por la dictadura franquista. En París se incorpora al núcleo en el exterior del FLP y entra en contacto con el embrión de la futura Liga Comunista Revolucionaria, encabezada por Alain Krivine, y adscrita a la Cuarta Internacional, de la que uno de sus principales dirigentes es Ernest Mandel. A finales de 1969 se afilia a dicha organización, en la que constituye con otros militantes la Comisión España, dedicada a construir en España una organización marxista revolucionaria. Hasta 1973 reside en Francia, donde se licencia en sociología en la Universidad de Vincennes. La LCR española se funda en 1971, y en 1973 regresa a su país clandestinamente para participar en la reorganización de la misma, la cual había sufrido dos escisiones. Después, se acogerá a la amnistía parcial de julio de 1976 para legalizar su situación en septiembre del mismo año. 
Entre 1973 y 1984 es miembro del Buró Político de la LCR. Entre 1985 y 1991 es miembro del Comité Central de la LCR y en esa misma etapa se incorpora a su trabajo en la universidad como profesor de ciencias políticas. En 1991, tras la fusión de LCR y el Movimiento Comunista, que da lugar a Izquierda Alternativa, es elegido miembro del Comité Unificado de dicho partido. Tras la crisis del mismo, es uno de los organizadores de Espacio Alternativo, corriente que se integra en Izquierda Unida (IU) en 1994. En IU es elegido miembro del Consejo Político Federal y de la Presidencia Federal. Abandona con Espacio Alternativo la coalición a finales de 2008 y participa en la creación de Izquierda Anticapitalista, de la cual ha sido uno de sus dirigentes, ahora Anticapitalistas. Ha sido editor de la revista de pensamiento crítico Viento Sur desde febrero de 2014 hasta febrero de 2024 y actualmente es miembro de la redacción de esta misma publicación..
Ha sido profesor titular en el Departamento de Ciencia Política y de la Administración en la Universidad Nacional de Educación a Distancia (UNED), actualmente jubilado.  Fue cofundador y militante desde febrero de 2014 del partido político Podemos,  de cuyo Consejo Ciudadano en la Comunidad Autónoma de Madrid formó parte hasta 2016, hasta la salida, en marzo de 2020, de Anticapitalistas de Podemos por sus diferencias sobre la entrada de Podemos en el gobierno del PSOE y el déficit de democracia interna en el partido.
Es miembro activo de diferentes organizaciones sociales, entre ellas la plataforma Madrileños por el derecho a decidir, creada en 2017, y que apoya el «derecho de autodeterminación» de Cataluña. Es autor de, entre otras obras, capítulos de libros y artículos, El Estado (1977), Guerra, paz y sistema de Estados (1990), Qué son los movimientos antiglobalización (2002), León Trotsky, defensa de la revolución (2009), Los nacionalismos, el Estado español y la izquierda (2012 y 2014), Cataluña quiere decidir (2014). Ha coordinado Opciones alternativas. Reflexiones desde la izquierda ante el nuevo siglo (2000),  Guerra global permanente (2005), Geopolítica, guerras y resistencia (2006), 1968, El mundo pudo cambiar de base (2008), Marxismo y Estado (2013), ¡Viva la Comuna! (2021). Ver más en https://dialnet.unirioja.es/servlet/autor?codigo=33079